# Nuraghe Morette
Il nuraghe Nuraghe Morette è ubicato in territorio di Siligo, non lontano dalla strada provinciale che collega Siligo con Ardara.
Costituito da scala, nicchia d'andito e camera a tholos;

## Descrizione
Si tratta di un nuraghe semplice, costituito da una scala, una nicchia d'andito e una camera a tholos. La torre a pianta circolare (dia. alla base m. 14,40 e allo svettamento m.12,85, raggiunge l'altezza massima di m. 5,93 ad est e m. 4,40 a S/E.